# 알 바스타키아

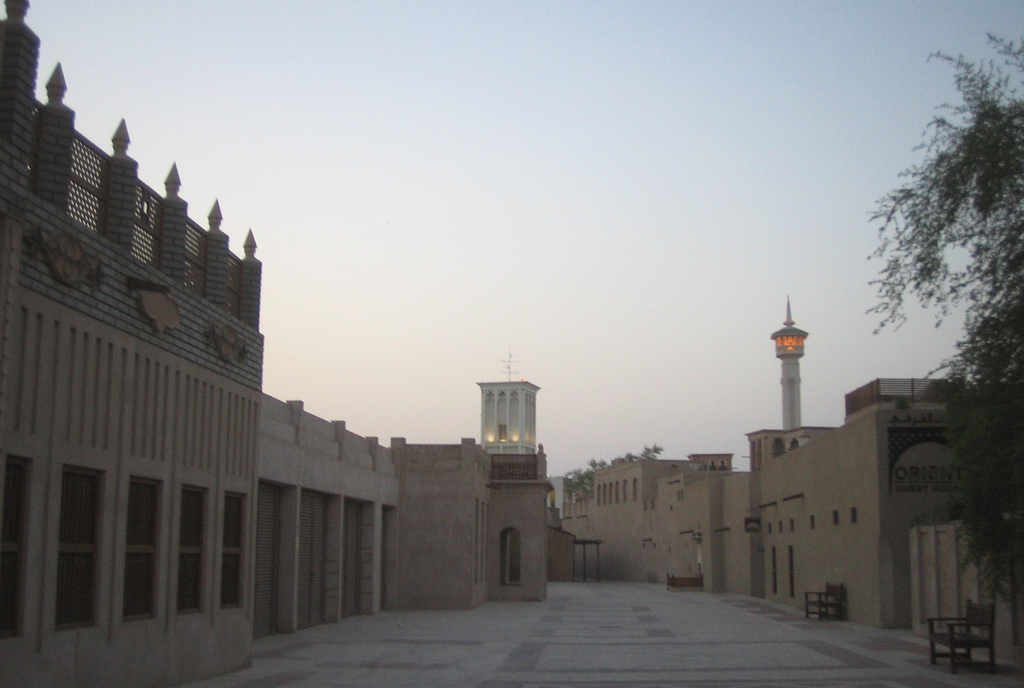

알 바스타키아(아랍어: حي الفهيدي التاريخي)는 아랍에미리트 두바이 부르두바이 지역의 전통 건물 유적지이다.
지역의 넓이는 약 31,000m²로, 19세기 중반부터 1970년대까지 사용되고 있던 60여개 건물로, 일부는 문화 시설과 호텔, 카페와 미술관 등으로 사용 공개되어 있다.